# Dystrykt Mohale’s Hoek
Dystrykt Mohale’s Hoek – jest jednym z 10 dystryktów w Lesotho.